# Troisième circonscription du Val-de-Marne
La troisième circonscription du Val-de-Marne est l'une des 11 circonscriptions législatives françaises que compte le département du Val-de-Marne (94) situé en région Île-de-France.

## Description géographique et démographique

### De 1958 à 1967
Ancienne Cinquantième circonscription de la Seine
- commune d'Ivry-sur-Seine
- commune de Vitry-sur-Seine

### Depuis 1988
La troisième circonscription du Val-de-Marne est délimitée par le découpage électoral de la loi n°86-1197 du 24 novembre 1986, elle regroupe les divisions administratives suivantes : 
- Canton de Boissy-Saint-Léger
- Canton de Valenton
- Canton de Villecresnes
- Canton de Villeneuve-le-Roi
- Canton de Villeneuve-Saint-Georges

D'après le recensement général de la population en 1999, réalisé par l'Institut national de la statistique et des études économiques (INSEE), la population totale de cette circonscription est estimée à 118593 habitants,.

## Historique des députations
| Législature | Début de mandat | Fin de mandat  | Député                       | Parti politique | Observations |
| ----------- | --------------- | -------------- | ---------------------------- | --------------- | --- |
| IIIe        | 3 avril 1967    | 30 mai 1968    | Georges Gosnat               | PCF             | Mandat écourté à la suite d'une dissolution parlementaire décidée par Charles de Gaulle.                                                                       |
| IVe         | 11 juillet 1968 | 1er avril 1973 | Georges Gosnat               | PCF             | |
| Ve          | 2 avril 1973    | 2 avril 1978   | Georges Gosnat               | PCF             | |
| VIe         | 3 avril 1978    | 22 mai 1981    | Georges Gosnat               | PCF             | Mandat écourté à la suite d'une dissolution parlementaire décidée par François Mitterrand.                                                                     |
| VIIe        | 2 juillet 1981  | 1er avril 1986 | Georges Gosnat               | PCF             | |
| VIIIe       | 2 avril 1986    | 14 mai 1988    | Aucun                        |                 | Proportionnelle par département, pas de député par circonscription. Mandat écourté à la suite d'une dissolution parlementaire décidée par François Mitterrand. |
| IXe         | 23 juin 1988    | 1er avril 1993 | Roger-Gérard Schwartzenberg  | PRG             | |
| Xe          | 2 avril 1993    | 21 avril 1997  | Roger-Gérard Schwartzenberg, | PRG,            | Mandat écourté à la suite d'une dissolution parlementaire décidée par Jacques Chirac.                                                                          |
| XIe         | 12 juin 1997    | 18 juin 2002   | Roger-Gérard Schwartzenberg, | PRG,            | |
| XIIe        | 19 juin 2002    | 19 juin 2007   | Roger-Gérard Schwartzenberg, | PRG,            | |
| XIIIe       | 20 juin 2007    | 19 juin 2012   | Didier Gonzales              | UMP             | |
| XIVe        | 20 juin 2012    | 20 juin 2017   | Roger-Gérard Schwartzenberg  | PRG             | |
| XVe         | 21 juin 2017    | 21 juin 2022   | Laurent Saint-Martin         | LREM            | |
| XVIe        | 22 juin 2022    | 9 juin 2024    | Louis Boyard                 | LFI             | Mandat écourté à la suite d'une dissolution parlementaire décidée par Emmanuel Macron.                                                                         |
| XVIIe       | 8 juillet 2024  | En cours       | Louis Boyard                 | LFI             | |

## Historique des élections

### Élections de 1967
|                    | Georges Gosnat élu | PCF            | 32 420 | 55,99  |  |  |  |
|                    | Victor Rochenoir   | UD-Ve          | 15 378 | 26,56  |  |  |  |
|                    | André Pachet       | FGDS (SFIO)    | 4 209  | 7,27   |  |  |  |
|                    | René Liger         | CD (PDM)       | 3 537  | 6,11   |  |  |  |
|                    | Serge Malek        | PSU            | 2 356  | 4,07   |  |  |  |
|                    |                    |                |        |        |  |  |  |
| Inscrits           | Inscrits           | Inscrits       | 69 693 | 100,00 |  |  |  |
| Abstentions        | Abstentions        | Abstentions    | 10 822 | 15,53  |  |  |  |
| Votants            | Votants            | Votants        | 58 871 | 84,47  |  |  |  |
| Blancs et nuls     | Blancs et nuls     | Blancs et nuls | 971    | 1,65   |  |  |  |
| Exprimés           | Exprimés           | Exprimés       | 57 900 | 98,35  |  |  |  |
| Source : Data.gouv |                    |                |        |        |  |  |  |

Le suppléant de Georges Gosnat était Marcel Rosette, maire de Vitry-sur-Seine.

### Élections de 1968
|                    | Georges Gosnat sortant réélu | PCF            | 28 029 | 50,73  |  |  |  |
|                    | Roger Hantisse               | UDR (URP)      | 16 322 | 29,54  |  |  |  |
|                    | Robert Panhaleux             | CD (PDM)       | 4 055  | 7,34   |  |  |  |
|                    | Georges Lepage               | PSU            | 3 088  | 5,59   |  |  |  |
|                    | André Pachet                 | FGDS (SFIO)    | 2 740  | 4,96   |  |  |  |
|                    | Roland Charbonnier           | TD             | 1 016  | 1,84   |  |  |  |
|                    |                              |                |        |        |  |  |  |
| Inscrits           | Inscrits                     | Inscrits       | 69 427 | 100,00 |  |  |  |
| Abstentions        | Abstentions                  | Abstentions    | 13 601 | 19,59  |  |  |  |
| Votants            | Votants                      | Votants        | 55 826 | 80,41  |  |  |  |
| Blancs et nuls     | Blancs et nuls               | Blancs et nuls | 576    | 1,03   |  |  |  |
| Exprimés           | Exprimés                     | Exprimés       | 55 250 | 98,97  |  |  |  |
| Source : Data.gouv |                              |                |        |        |  |  |  |

Le suppléant de Georges Gosnat était Marcel Rosette.

### Élections de 1973
|                    | Georges Gosnat sortant réélu | PCF            | 32 318 | 54     |  |  |  |
|                    | Daniel Bornet                | UDR (URP)      | 11 653 | 19,47  |  |  |  |
|                    | Mandy Moscovici              | PS (UGSD)      | 6 432  | 10,75  |  |  |  |
|                    | Jean-Claude Steichen         | CD (MR)        | 6 140  | 10,26  |  |  |  |
|                    | Jean Francheteau             | PSU            | 2 506  | 4,19   |  |  |  |
|                    | D. Mehl                      | LCR            | 800    | 1,34   |  |  |  |
|                    |                              |                |        |        |  |  |  |
| Inscrits           | Inscrits                     | Inscrits       | 70 827 | 100,00 |  |  |  |
| Abstentions        | Abstentions                  | Abstentions    | 10 008 | 14,13  |  |  |  |
| Votants            | Votants                      | Votants        | 60 819 | 85,87  |  |  |  |
| Blancs et nuls     | Blancs et nuls               | Blancs et nuls | 970    | 1,59   |  |  |  |
| Exprimés           | Exprimés                     | Exprimés       | 59 849 | 98,41  |  |  |  |
| Source : Data.gouv |                              |                |        |        |  |  |  |

Le suppléant de Georges Gosnat était Marcel Rosette.

### Élections de 1978
| Candidat       | Candidat                     | Parti          | Premier tour | Premier tour | Second tour | Second tour |  |
| Candidat       | Candidat                     | Parti          | Voix         | %            | Voix        | %           |  |
| -------------- | ---------------------------- | -------------- | ------------ | ------------ | ----------- | ----------- |  |
|                | Georges Gosnat sortant réélu | PCF            | 31 278       | 48,41        | 43 792      | 68,70       |  |
|                | Jean-Claude Perrot           | PS             | 10 801       | 16,72        | Retrait     | Retrait     |  |
|                | Raoul-Jean Dumas             | RPR            | 10 397       | 16,09        | 19 955      | 31,30       |  |
|                | Anne-Marie Ordacji           | CNIP           | 7 390        | 11,44        |             |             |  |
|                | Fernand Saal                 | MRG            | 1 513        | 2,34         |             |             |  |
|                | Robert Blambert              | PSU (FA)       | 1 122        | 1,74         |             |             |  |
|                | Roland Le Gall               | LO             | 987          | 1,53         |             |             |  |
|                | Michèle Trat                 | LCR            | 591          | 0,91         |             |             |  |
|                | Benoit Pollina               | FN             | 323          | 0,50         |             |             |  |
|                | René Rodriguez               | UOPDP          | 202          | 0,31         |             |             |  |
|                |                              |                |              |              |             |             |  |
| Inscrits       | Inscrits                     | Inscrits       | 80 116       | 100,00       | 80 116      | 100,00      |  |
| Abstentions    | Abstentions                  | Abstentions    | 14 393       | 17,97        | 14 294      | 17,84       |  |
| Votants        | Votants                      | Votants        | 65 723       | 82,03        | 65 822      | 82,16       |  |
| Blancs et nuls | Blancs et nuls               | Blancs et nuls | 1 119        | 1,7          | 2 075       | 3,15        |  |
| Exprimés       | Exprimés                     | Exprimés       | 64 604       | 98,3         | 63 747      | 96,85       |  |

La suppléante de Georges Gosnat était Sylviane Ainardi, conseillère municipale d'Ivry-sur-Seine.

### Élections de 1981
|                | Georges Gosnat sortant réélu | PCF            | 27 523 | 50,20  |  |  |  |
|                | Jean-Claude Perrot           | PS             | 13 955 | 25,45  |  |  |  |
|                | Raoul-Jean Dumas             | RPR (UNM)      | 11 010 | 20,08  |  |  |  |
|                | Fernand Saal                 | MRG            | 861    | 1,57   |  |  |  |
|                | René Rodriguez               | PSU            | 767    | 1,40   |  |  |  |
|                | Roland Legall                | LO             | 705    | 1,28   |  |  |  |
|                |                              |                |        |        |  |  |  |
| Inscrits       | Inscrits                     | Inscrits       | 79 392 | 100,00 |  |  |  |
| Abstentions    | Abstentions                  | Abstentions    | 23 861 | 30,05  |  |  |  |
| Votants        | Votants                      | Votants        | 55 531 | 69,95  |  |  |  |
| Blancs et nuls | Blancs et nuls               | Blancs et nuls | 710    | 1,28   |  |  |  |
| Exprimés       | Exprimés                     | Exprimés       | 54 821 | 98,72  |  |  |  |

Le suppléant de Georges Gosnat était Paul Mercieca, maire de Vitry-sur-Seine. Paul Mercieca remplaça Georges Gosnat, décédé, du 24 mai 1982 au 1er avril 1986.

### Élections de 1988
| Candidat       | Candidat                                  | Parti                      | Premier tour | Premier tour | Second tour | Second tour |  |
| Candidat       | Candidat                                  | Parti                      | Voix         | %            | Voix        | %           |  |
| -------------- | ----------------------------------------- | -------------------------- | ------------ | ------------ | ----------- | ----------- |  |
|                | Roger-Gérard Schwartzenberg sortant réélu | PRG                        | 12 944       | 33,5         | 22 563      | 54,76       |  |
|                | Michel Mignard                            | RPR (URC)                  | 11 187       | 28,95        | 18 640      | 45,24       |  |
|                | Pierre Martin                             | PCF                        | 6 914        | 17,89        |             |             |  |
|                | Michel Viot                               | FN                         | 4 569        | 11,82        |             |             |  |
|                | André Faurie-Laplagne                     | Divers écologiste          | 1 266        | 3,28         |             |             |  |
|                | Jacques Chrétien                          | Divers gauche (Maj. prés.) | 1 071        | 2,77         |             |             |  |
|                | Jean-Pierre Girault                       | Extrême gauche             | 576          | 1,49         |             |             |  |
|                | Monique Jachinski                         | POE                        | 117          | 0,3          |             |             |  |
|                |                                           |                            |              |              |             |             |  |
| Inscrits       | Inscrits                                  | Inscrits                   | 63 600       | 100,00       | 63 588      | 100,00      |  |
| Abstentions    | Abstentions                               | Abstentions                | 24 463       | 38,46        | 21 245      | 33,41       |  |
| Votants        | Votants                                   | Votants                    | 39 137       | 61,54        | 42 343      | 66,59       |  |
| Blancs et nuls | Blancs et nuls                            | Blancs et nuls             | 493          | 1,26         | 1 140       | 2,69        |  |
| Exprimés       | Exprimés                                  | Exprimés                   | 38 644       | 98,74        | 41 203      | 97,31       |  |

Le suppléant de Roger-Gérard Schwartzenberg était Serge Lagauche, conseiller régional PS.

### Élections de 1993
| Candidat       | Candidat                                  | Parti             | Premier tour | Premier tour | Second tour | Second tour |  |
| Candidat       | Candidat                                  | Parti             | Voix         | %            | Voix        | %           |  |
| -------------- | ----------------------------------------- | ----------------- | ------------ | ------------ | ----------- | ----------- |  |
|                | Roger-Gérard Schwartzenberg sortant réélu | MRG (ADFP)        | 7 856        | 18,87        | 20 155      | 50,12       |  |
|                | Bernard-Claude Savy                       | RPR               | 7 666        | 18,42        | 20 061      | 49,88       |  |
|                | Jean-Marie Poirier                        | UDF (CDS)         | 7 339        | 17,63        |             |             |  |
|                | Michel Herry                              | PCF               | 6 259        | 15,04        |             |             |  |
|                | Bénédicte Vinel                           | FN                | 5 949        | 14,29        |             |             |  |
|                | Jean-Pierre Girault                       | Les Verts (EÉ)    | 3 952        | 9,49         |             |             |  |
|                | Isabelle Lequesne                         | LT-LNÉ            | 801          | 1,92         |             |             |  |
|                | Marie-Laure Kerloc'h                      | Divers écologiste | 619          | 1,49         |             |             |  |
|                | Dominique Geindreau                       | LO                | 526          | 1,26         |             |             |  |
|                | Yves Popoff                               | Divers droite     | 352          | 0,85         |             |             |  |
|                | Jean Bousch                               | PT                | 303          | 0,73         |             |             |  |
|                |                                           |                   |              |              |             |             |  |
| Inscrits       | Inscrits                                  | Inscrits          | 63 070       | 100,00       | 63 069      | 100,00      |  |
| Abstentions    | Abstentions                               | Abstentions       | 19 830       | 31,44        | 19 686      | 31,21       |  |
| Votants        | Votants                                   | Votants           | 43 240       | 68,56        | 43 383      | 68,79       |  |
| Blancs et nuls | Blancs et nuls                            | Blancs et nuls    | 1 618        | 3,74         | 3 167       | 7,3         |  |
| Exprimés       | Exprimés                                  | Exprimés          | 41 622       | 96,26        | 40 216      | 92,7        |  |

Le suppléant de Roger-Gérard Schwartzenberg était Roger Guillemard, maire PS de Boissy-Saint-Léger.

### Élections de 1997
| Candidat       | Candidat                                  | Parti             | Premier tour | Premier tour | Second tour | Second tour |  |
| Candidat       | Candidat                                  | Parti             | Voix         | %            | Voix        | %           |  |
| -------------- | ----------------------------------------- | ----------------- | ------------ | ------------ | ----------- | ----------- |  |
|                | Roger-Gérard Schwartzenberg sortant réélu | PRS               | 11 683       | 28,95        | 23 071      | 55,49       |  |
|                | Christine Chauvet                         | UDF (PR)          | 9 897        | 24,52        | 18 505      | 44,51       |  |
|                | Christian Le Scornec                      | FN                | 6 765        | 16,76        |             |             |  |
|                | Michel Herry                              | PCF               | 6 180        | 15,31        |             |             |  |
|                | Philippe Gaudin                           | GÉ                | 1 531        | 3,79         |             |             |  |
|                | Jean-Claude Montgenie                     | LDI (MPF)         | 1 190        | 2,95         |             |             |  |
|                | Bernard Benyacar                          | LO                | 883          | 2,19         |             |             |  |
|                | Sylvain Maresia                           | MÉI               | 541          | 1,34         |             |             |  |
|                | Françoise De Meye                         | US4J              | 481          | 1,19         |             |             |  |
|                | Claude Nava                               | IR                | 329          | 0,82         |             |             |  |
|                | Jean Chagny                               | Divers écologiste | 328          | 0,81         |             |             |  |
|                | Catherine Durbise                         | PT                | 328          | 0,81         |             |             |  |
|                | Daniel Dayot                              | AREV              | 222          | 0,55         |             |             |  |
|                | Olivier Bisson                            | Divers            | 0            | 0            |             |             |  |
|                | William Commegrain                        | Divers            | 0            | 0            |             |             |  |
|                |                                           |                   |              |              |             |             |  |
| Inscrits       | Inscrits                                  | Inscrits          | 62 991       | 100,00       | 62 988      | 100,00      |  |
| Abstentions    | Abstentions                               | Abstentions       | 21 163       | 33,6         | 19 026      | 30,21       |  |
| Votants        | Votants                                   | Votants           | 41 828       | 66,4         | 43 962      | 69,79       |  |
| Blancs et nuls | Blancs et nuls                            | Blancs et nuls    | 1 470        | 3,51         | 2 386       | 5,43        |  |
| Exprimés       | Exprimés                                  | Exprimés          | 40 358       | 96,49        | 41 576      | 94,57       |  |

Le suppléant de Roger-Gérard Schwartzenberg était Joseph Rossignol, cadre SNCF, maire PS de Limeil-Brévannes.

### Élections de 2002
| Candidat       | Candidat                                  | Parti            | Premier tour | Premier tour | Second tour | Second tour |  |
| Candidat       | Candidat                                  | Parti            | Voix         | %            | Voix        | %           |  |
| -------------- | ----------------------------------------- | ---------------- | ------------ | ------------ | ----------- | ----------- |  |
|                | Marie-Michelle Bataille                   | UMP              | 12 834       | 33,05        | 17 254      | 48,74       |  |
|                | Roger-Gérard Schwartzenberg sortant réélu | PRG (PS)         | 12 523       | 32,25        | 18 149      | 51,26       |  |
|                | Lydia Schénardi                           | FN               | 5 260        | 13,55        |             |             |  |
|                | Martine Girault                           | PCF              | 2 714        | 6,99         |             |             |  |
|                | Bruno Bossard                             | Les Verts        | 1 369        | 3,53         |             |             |  |
|                | Jacqueline Encel                          | Divers           | 621          | 1,6          |             |             |  |
|                | Stéphane Bayet                            | MDC              | 576          | 1,48         |             |             |  |
|                | Pierre Chavinier                          | Pôle républicain | 573          | 1,48         |             |             |  |
|                | Louis-Marie Barnier                       | LCR              | 498          | 1,28         |             |             |  |
|                | William Chevrot                           | Cap21            | 356          | 0,92         |             |             |  |
|                | Henri Balssa                              | MNR              | 328          | 0,84         |             |             |  |
|                | Dominique Geindreau                       | LO               | 319          | 0,82         |             |             |  |
|                | Thérèse Marsaudon                         | MÉI              | 288          | 0,74         |             |             |  |
|                | Jean-Jacques Saldat                       | MPF (DCF)        | 280          | 0,72         |             |             |  |
|                | Éveline Cerveau                           | PT               | 175          | 0,45         |             |             |  |
|                | Franck Michaud                            | CPNT             | 118          | 0,3          |             |             |  |
|                |                                           |                  |              |              |             |             |  |
| Inscrits       | Inscrits                                  | Inscrits         | 62 781       | 100,00       | 62 783      | 100,00      |  |
| Abstentions    | Abstentions                               | Abstentions      | 23 328       | 37,16        | 26 152      | 41,65       |  |
| Votants        | Votants                                   | Votants          | 39 453       | 62,84        | 36 631      | 58,35       |  |
| Blancs et nuls | Blancs et nuls                            | Blancs et nuls   | 621          | 1,57         | 1 228       | 3,35        |  |
| Exprimés       | Exprimés                                  | Exprimés         | 38 832       | 98,43        | 35 403      | 96,65       |  |

Le suppléant de Roger-Gérard Schwartzenberg était Éric Chamault, cadre territorial au Conseil général du Val-de-Marne, conseiller municipal de Villeneuve-le-Roi.

### Élections de 2007
| Candidat       | Candidat                            | Parti          | Premier tour | Premier tour | Second tour | Second tour |  |
| Candidat       | Candidat                            | Parti          | Voix         | %            | Voix        | %           |  |
| -------------- | ----------------------------------- | -------------- | ------------ | ------------ | ----------- | ----------- |  |
|                | Didier Gonzales élu                 | UMP            | 14 877       | 33,05        | 18 319      | 50,2        |  |
|                | Roger-Gérard Schwartzenberg sortant | PRG            | 10 588       | 27,74        | 18 171      | 49,8        |  |
|                | Jean-Brice de Bary                  | UDF–MoDem      | 3 751        | 9,83         |             |             |  |
|                | Sylvie Altman                       | PCF            | 3 082        | 8,08         |             |             |  |
|                | Jean-Paul Espinar                   | FN             | 1 927        | 5,05         |             |             |  |
|                | Cécile Duflot                       | Les Verts      | 1 356        | 3,55         |             |             |  |
|                | Jean-Michel Christiany              | LCR            | 957          | 2,51         |             |             |  |
|                | Florence Drouard                    | MPF            | 740          | 1,94         |             |             |  |
|                | Dominique Geindreau                 | LO             | 263          | 0,69         |             |             |  |
|                | Ignace Mapengu                      | Divers         | 258          | 0,68         |             |             |  |
|                | Jeannine Mazzoleni                  | Divers         | 234          | 0,61         |             |             |  |
|                | Maria Chambonnet                    | PT             | 129          | 0,34         |             |             |  |
|                |                                     |                |              |              |             |             |  |
| Inscrits       | Inscrits                            | Inscrits       | 68 679       | 100,00       | 68 560      | 100,00      |  |
| Abstentions    | Abstentions                         | Abstentions    | 29 902       | 43,54        | 31 003      | 45,22       |  |
| Votants        | Votants                             | Votants        | 38 777       | 56,46        | 37 557      | 54,78       |  |
| Blancs et nuls | Blancs et nuls                      | Blancs et nuls | 615          | 1,59         | 1 067       | 2,84        |  |
| Exprimés       | Exprimés                            | Exprimés       | 38 162       | 98,41        | 36 490      | 97,16       |  |

### Élections de 2012
| Candidat       | Candidat                        | Parti          | Premier tour | Premier tour | Second tour | Second tour |  |
| Candidat       | Candidat                        | Parti          | Voix         | %            | Voix        | %           |  |
| -------------- | ------------------------------- | -------------- | ------------ | ------------ | ----------- | ----------- |  |
|                | Didier Gonzales sortant         | UMP            | 10 907       | 29,27        | 17 319      | 47,98       |  |
|                | Roger-Gérard Schwartzenberg élu | PRG (PS)       | 10 472       | 28,11        | 18 776      | 52,02       |  |
|                | Joseph Rossignol                | FG (PCF)       | 6 162        | 16,54        |             |             |  |
|                | Dominique Joly                  | FN             | 5 669        | 15,21        |             |             |  |
|                | Bruno Bossard                   | EÉLV           | 1 182        | 3,17         |             |             |  |
|                | Sophie Dubois                   | MoDem          | 963          | 2,58         |             |             |  |
|                | Dominique Stefanoff             | DLR            | 578          | 1,55         |             |             |  |
|                | Yassine Jabri                   | Divers droite  | 450          | 1,21         |             |             |  |
|                | Patricia Wallez                 | LT-LNÉ         | 347          | 0,93         |             |             |  |
|                | André Yon                       | POI            | 203          | 0,54         |             |             |  |
|                | Julien Sojac                    | NPA            | 174          | 0,47         |             |             |  |
|                | Fabrice Peyrega                 | LO             | 146          | 0,39         |             |             |  |
|                | Claudia Lopez                   | Divers droite  | 7            | 0,02         |             |             |  |
|                |                                 |                |              |              |             |             |  |
| Inscrits       | Inscrits                        | Inscrits       | 70 815       | 100,00       | 70 806      | 100,00      |  |
| Abstentions    | Abstentions                     | Abstentions    | 32 967       | 46,55        | 33 328      | 47,07       |  |
| Votants        | Votants                         | Votants        | 37 848       | 53,45        | 37 478      | 52,93       |  |
| Blancs et nuls | Blancs et nuls                  | Blancs et nuls | 588          | 1,55         | 1 383       | 3,69        |  |
| Exprimés       | Exprimés                        | Exprimés       | 37 260       | 98,45        | 36 095      | 96,31       |  |

### Élections de 2017
|                                                                               | |                           |                           |                          |                          |
|                                                                               | | Premier tour 11 juin 2017 | Premier tour 11 juin 2017 | Second tour 18 juin 2017 | Second tour 18 juin 2017 |
|                                                                               | |                           |                           |                          |                          |
|                                                                               | | Nombre                    | % des inscrits            | Nombre                   | % des inscrits           |
| Inscrits                                                                      | Inscrits                                                                                                   | 72 165                    | 100,00                    | 72 165                   | 100,00                   |
| Abstentions                                                                   | Abstentions                                                                                                | 40 796                    | 56,53                     | 45 149                   | 62,56                    |
| Votants                                                                       | Votants | 31 369                    | 43,47                     | 27 016                   | 37,44                    |
|                                                                               | |                           | % des votants             |                          | % des votants            |
| Bulletins blancs                                                              | Bulletins blancs                                                                                           | 537                       | 1,71                      | 2 202                    | 8,15                     |
| Bulletins nuls                                                                | Bulletins nuls                                                                                             | 164                       | 0,52                      | 702                      | 2,60                     |
| Suffrages exprimés                                                            | Suffrages exprimés                                                                                         | 30 668                    | 97,77                     | 24 112                   | 89,25                    |
|                                                                               | |                           |                           |                          |                          |
| Candidat Étiquette politique (partis et alliances)                            | Candidat Étiquette politique (partis et alliances)                                                         | Voix                      | % des exprimés            | Voix                     | % des exprimés           |
|                                                                               | |                           |                           |                          |                          |
|                                                                               | Laurent Saint-Martin La République en marche                                                               | 10 975                    | 35,79                     | 12 452                   | 51,64                    |
|                                                                               | Didier Gonzales Les Républicains (Union des démocrates et indépendants)                                    | 6 650                     | 21,68                     | 11 660                   | 48,36                    |
|                                                                               | Nicolas Georges La France insoumise                                                                        | 4 334                     | 14,13                     |                          |                          |
|                                                                               | Dominique Bourse-Provence Front national                                                                   | 3 303                     | 10,77                     |                          |                          |
|                                                                               | Alexandre Boyer Parti communiste français                                                                  | 1 443                     | 4,71                      |                          |                          |
|                                                                               | Corinne Narassiguin Parti socialiste (Europe Écologie Les Verts - Union des démocrates et des écologistes) | 1 275                     | 4,16                      |                          |                          |
|                                                                               | Emmanuelly Gougougnan-Zadigue Debout la France                                                             | 857                       | 2,79                      |                          |                          |
|                                                                               | Myriam Gaye Parti radical de gauche                                                                        | 550                       | 1,79                      |                          |                          |
|                                                                               | Nizarr Bourchada Divers (Français et musulmans)                                                            | 480                       | 1,57                      |                          |                          |
|                                                                               | Michel Lecocq Divers (Union populaire républicaine)                                                        | 276                       | 0,90                      |                          |                          |
|                                                                               | Lucien Noaile Lutte ouvrière                                                                               | 223                       | 0,73                      |                          |                          |
|                                                                               | Yassia Souih Extrême droite (Souveraineté, identité et libertés)                                           | 165                       | 0,54                      |                          |                          |
|                                                                               | André Yon Extrême gauche (Parti ouvrier indépendant démocratique)                                          | 137                       | 0,45                      |                          |                          |
| Source : Ministère de l'Intérieur - Troisième circonscription du Val-de-Marne | |                           |                           |                          |                          |

### Élections de 2022
|                                                    |                                                                                 |                           |                           |                          |                          |
|                                                    |                                                                                 | Premier tour 12 juin 2022 | Premier tour 12 juin 2022 | Second tour 19 juin 2022 | Second tour 19 juin 2022 |
|                                                    |                                                                                 |                           |                           |                          |                          |
|                                                    |                                                                                 | Nombre                    | % des inscrits            | Nombre                   | % des inscrits           |
| Inscrits                                           | Inscrits                                                                        | 74 029                    | 100                       | 74 047                   | 100                      |
| Abstentions                                        | Abstentions                                                                     | 42 748                    | 57,74                     | 42 848                   | 57,87                    |
| Votants                                            | Votants                                                                         | 31 281                    | 42,26                     | 31 199                   | 42,13                    |
|                                                    |                                                                                 |                           | % des votants             |                          | % des votants            |
| Bulletins blancs                                   | Bulletins blancs                                                                | 547                       | 1,75                      | 1665                     | 5,34                     |
| Bulletins nuls                                     | Bulletins nuls                                                                  | 153                       | 0,49                      | 507                      | 1,63                     |
| Suffrages exprimés                                 | Suffrages exprimés                                                              | 30 581                    | 97,76                     | 29 027                   | 93,04                    |
|                                                    |                                                                                 |                           |                           |                          |                          |
| Candidat Étiquette politique (partis et alliances) | Candidat Étiquette politique (partis et alliances)                              | Voix                      | % des exprimés            | Voix                     | % des exprimés           |
|                                                    |                                                                                 |                           |                           |                          |                          |
|                                                    | Louis Boyard Nouvelle Union populaire écologique et sociale La France insoumise | 9 655                     | 31,57                     | 15 087                   | 51,98                    |
|                                                    | Laurent Saint-Martin* Ensemble                                                  | 7 804                     | 25,52                     | 13 940                   | 48,02                    |
|                                                    | Didier Gonzales Les Républicains                                                | 4 801                     | 15,70                     |                          |                          |
|                                                    | Francis Pretot Rassemblement national                                           | 4 221                     | 13,80                     |                          |                          |
|                                                    | Jean-Baptiste Abribat Reconquête                                                | 1 303                     | 4,26                      |                          |                          |
|                                                    | Guillaume Poiret Parti radical de gauche                                        | 873                       | 2,85                      |                          |                          |
|                                                    | Marie-Françoise Baptiste Debout la France                                       | 579                       | 1,89                      |                          |                          |
|                                                    | Tom Bry-Chevalier Parti animaliste                                              | 485                       | 1,59                      |                          |                          |
|                                                    | Lucien Noaile Lutte ouvrière                                                    | 277                       | 0,91                      |                          |                          |
|                                                    | Catherine Marques Sans étiquette                                                | 237                       | 0,77                      |                          |                          |
|                                                    | Naoual Hamzaoui Le Mouvement de la ruralité                                     | 192                       | 0,63                      |                          |                          |
|                                                    | André Yon Parti ouvrier indépendant démocratique                                | 147                       | 0,48                      |                          |                          |
|                                                    | Blueez Orkidez SPEAKERZ                                                         | 7                         | 0,02                      |                          |                          |
| * Député sortant                                   |                                                                                 |                           |                           |                          |                          |

### Élections de 2024
|                          | Louis Boyard*                 | LFI (NFP)                | UG                       | 19 290 | 42,17 | 21 492 | 46,92 |
|                          | Arnaud Barbotin               | MC (RAD+RN)              | UXD                      | 12 491 | 27,31 | 13 810 | 30,15 |
|                          | Loïc Signor                   | RE (ENS)                 | ENS                      | 10 871 | 23,77 | 10 507 | 22,94 |
|                          | Géraldine Telle               | SE                       | SE                       | 870    | 1,90  |        |       |
|                          | Lucien Noaile                 | LO                       | LO                       | 651    | 1,42  |        |       |
|                          | Frédérique Poncet             | REC                      | REC                      | 650    | 1,42  |        |       |
|                          | Noël Agossa                   | SE                       | SE                       | 602    | 1,32  |        |       |
|                          | Emmanuelly Gougougnan-Zadigue | SE                       | SE                       | 315    | 0,69  |        |       |
| Suffrages exprimés       | Suffrages exprimés            | Suffrages exprimés       | Suffrages exprimés       | 45740  | 96,55 |        |       |
| Votes blancs             | Votes blancs                  | Votes blancs             | Votes blancs             | 1249   | 2,64  |        |       |
| Votes nuls               | Votes nuls                    | Votes nuls               | Votes nuls               | 385    | 0,81  |        |       |
| Total                    | Total                         | Total                    | Total                    | 47374  | 100   |        | 100   |
| Abstention               | Abstention                    | Abstention               | Abstention               | 26998  | 36,30 |        |       |
| Inscrits / participation | Inscrits / participation      | Inscrits / participation | Inscrits / participation | 74372  | 63,70 |        |       |
| * Député sortant         |                               |                          |                          |        |       |        |       |

#### Département du Val-de-Marne
- La fiche de l'INSEE de cette circonscription : « Tableaux et Analyses de la troisième circonscription du Val-de-Marne », sur insee.fr, site de l'Institut national de la statistique et des études économiques (consulté le 10 juin 2007) [PDF]

- « Tous les députés du département du Val-de-Marne depuis 1789 » [archive du 30 septembre 2007], sur assemblee-nationale.fr, site de l'Assemblée nationale française (consulté le 10 juin 2007)

- « Informations contentieuses sur le département du Val-de-Marne (Élections législatives de 2002) »(Archive.org • Wikiwix • Archive.is • Google • Que faire ?), sur conseil-constitutionnel.fr, site du Conseil constitutionnel (consulté le 13 juin 2007)

#### Circonscriptions en France
- « Carte des circonscriptions législatives en France », sur assemblee-nationale.fr, site de l'Assemblée nationale française (consulté le 10 juin 2007)

- « Résultats électoraux officiels en France »(Archive.org • Wikiwix • Archive.is • Google • Que faire ?), sur interieur.gouv.fr, site du ministère de l'Intérieur (France) (consulté le 13 juin 2007)

- Description et Atlas des circonscriptions électorales de France sur http://www.atlaspol.com, Atlaspol, site de cartographie géopolitique, consulté le 13 juin 2007.